# ويليام ريتشاردسون (لاعب كريكت بريطاني)
ويليام ريتشاردسون (26 أبريل 1938 بمرليبون في المملكة المتحدة - ) (بالإنجليزية: William Richardson)‏ هو لاعب كريكت بريطاني. لعب مع نادي مقاطعة ديربيشاير للكريكت ‏.